# Hodinář od sv. Pavla
Hodinář od sv. Pavla (originální francouzský název L'Horloger de Saint-Paul) je francouzské filmové drama režiséra Bertranda Taverniera z roku 1974 s Philippem Noiretem a Jeanem Rochefortem v hlavních rolích.

## Obsazení
| Philippe Noiret  | Michel Descombes           |
| Jean Rochefort   | komisař Guiboud            |
| Jacques Denis    | Antoine, Michelův přítel   |
| Yves Afonso      | Bricard, policejní úředník |
| Julien Bertheau  | Édouard, Michelův přítel   |
| Andrée Tainsy    | Madeleine Fourmetová       |
| William Sabatier | advokát                    |
| Jacques Hilling  | Costes, novinář            |
| Clotilde Joano   | Janine Boitard, novinářka  |